# Municipio de Garfield (condado de Hamlin)
El municipio de Garfield (en inglés: Garfield Township) es un municipio ubicado en el condado de Hamlin en el estado estadounidense de Dakota del Sur. En el año 2010 tenía una población de 118 habitantes y una densidad poblacional de 1,29 personas por km².

## Geografía
El municipio de Garfield se encuentra ubicado en las coordenadas 44°34′47″N 97°25′17″O / 44.57972, -97.42139. Según la Oficina del Censo de los Estados Unidos, el municipio tiene una superficie total de 91.58 km², de la cual 91,2 km² corresponden a tierra firme y (0,42 %) 0,38 km² es agua.

## Demografía
Según el censo de 2010, había 118 personas residiendo en el municipio de Garfield. La densidad de población era de 1,29 hab./km². De los 118 habitantes, el municipio de Garfield estaba compuesto por el 100 % blancos. Del total de la población el 0 % eran hispanos o latinos de cualquier raza.